# Lynley Dodd
Lynley Dodd (Rotorua, 5 luglio 1941) è una scrittrice neozelandese di letteratura per l'infanzia.
La sua opera più famosa è la serie Hairy Maclary e successivi capitoli.
Si è diplomata alla Elam School of Art ad Auckland. Il suo primo libro è stato  My Cat Likes To Hide In Boxes scritto nel 1973 con Eve Sutton. Il suo primo romanzo da sola invece è stato The Nickle Nackle Tree. Vive oggi a Tauranga.

## Opere
- 1973 - My Cat Likes To Hide In Boxes
- 1976 - The Nickle Nackle Tree
- 1978 - Titimus Trim
- 1982 - The Apple Tree
- 1982 - The Smallest Turtle
- 1983 - Hairy Maclary From Donaldson's Dairy
- 1984 - Hairy Maclary's Bone
- 1985 - Hairy Maclary Scattercat
- 1986 - Wake Up, Bear
- 1987 - Hairy Maclary's Caterwaul Caper
- 1988 - A Dragon In A Wagon
- 1989 - Hairy Maclary's Rumpus At The Vet
- 1990 - Slinky Malinki
- 1991 - Find Me A Tiger
- 1991 - Hairy Maclary's Showbusiness
- 1992 - The Minister's Cat ABC
- 1993 - Slinky Malinki Open The Door
- 1994 - Schnitzel von Krumm's Basketwork
- 1995 - Sniff-Snuff-Snap!
- 1996 - Schnitzel von Krumm Forget-Me-Not e Hairy Maclary Six Stories
- 1997 - Hairy Maclary SIT
- 1998 - Slinky Malinki Catflaps
- 1999 - Hairy Maclary and Zachary Quack
- 2000 - Hedgehog Howdedo
- 2001 - Scarface Claw e The Apple Tree and Other Stories
- 2002 - Schnitzel von Krumm, Dogs Never Climb Trees
- 2004 - The Other Ark
- 2005 - Zachary Quack Minimonster
- 2006 - Slinky Malinki's Christmas Crackers